# Jean-Baptiste Barrelon
Jean-Baptiste Barrelon est un peintre verrier né à Saint-Chamond le 13 octobre 1818 et mort dans la même ville le 3 septembre 1885.

## Biographie
Jean-Bapiste Barrelon est issu d'une famille de serruriers, originaire de Saint-Chamond (Loire). Il a étudié à l'école des beaux-arts de Lyon où il a reçu une médaille d'argent gagnée dans la classe de peinture de Claude Bonnefond.
Il a ensuite séjourné quelques années à Paris où il a été l'élève du peintre Charles Gleyre (1806 - 1874) et suivit, à partir de 1845, une formation chez le peintre-verrier Alexandre Mauvernay (1810-1898) installé à Saint-Galmier (Loire). Il expose un tableau au Salon de 1847, Les Sœurs de lait, puis de 1848 : La Vierge, l'Enfant-Jésus et Saint Jean.
L'église de Boisset-lès-Montrond possède un tableau représentant Saint Joseph et l’Enfant Jésus signé Barrelon et daté de 1846.
Il s'est associé à Antoine Bessac et au peintre de fleurs Joséphus Veyrat sept ans plus tard, en 1851, pour monter sa propre entreprise de vitraux à Grigny, à une dizaine de kilomètres de Lyon. Antoine Bessac est devenu son associé en 1859. Le cartonnier Figuière a travaillé avec lui en 1859, puis François Danzas en 1864. Son atelier était à Grigny, vers 1852-1855, et son adresse lyonnaise était le 122, rue Saint-Georges. Cette association devait être dissoute onze ans plus tard. Jean-Baptiste Barrelon est alors le seul signataire des vitraux qu'il produit à partir de 1864. Si son activité principale s'est exercée dans la région lyonnaise et à l'Ouest, dans le département de la Loire, il a étendu son champ d'action en travaillant dans des pays tels que l'Irlande, l'Italie et jusqu'en Nouvelle Calédonie.
Sa société est reprise le 19 juin 1878 par l'un de ses employés, Georges Nicolas Dufêtre.

## Quelques réalisations
Il a réalisé :
- église Saint-Pierre d'Éveux : verrière Saint Joseph et Saint Pierre (1853)[6],
- église Notre-Dame de L'Hôpital-sous-Rochefort : deux verrières à médaillons (1854)[7],
- église Saint-Maurice de Saint-Maurice-sur-Dargoire : vitraux (1856),
- église Saint-Just de Lyon : deux verrières de la chapelle de la Vierge (vers 1860)
- église Saint-Nicolas de Givors : verrière Saint-Nicolas (1860)[8], verrière de la Fuite en Égypte (1859)[9],
- église Saint-Irénée de Bessenay : vitrail de l'Ascension et de l'Annonciation (1863), vitrail de la Lapidation de saint Étienne (1867)[10],
- cathédrale Saint-Vincent de Mâcon : dix verrières (1863-1869)[11],
- église Saint-Genès de Saint-Genis-Laval : vitraux du chœur, des absidioles et du transept commandés en 1864,
- l'ensemble des verrières de l'église Saint-Antoine à Vaugneray (1864-1865),
- quatorze verrières de l'église Saint-Polycarpe de Bully (après 1866)[12],
- église Saint-Jean-Baptiste de Chaussan,
- huit verrières de l'église Saint-André d'Irigny (1869)[13],
- deux verrières de l'église paroissiale Notre-Dame des marais, à Villefranche-sur-Saône[14],
- église de l'ancien couvent de Franciscains Saint-François d'Aregno : Accolade de saint Dominique et saint François d'Assise[15]
- église Notre-Dame-de-la-Nativité à Les Maillys[16],
- église Saint-Blaise de Brindas : vitraux (1871),
- église Saint-Genest à Saint-Genest-Malifaux : trois verrières du chœur et un dans la chapelle
- chapelle Saint-Dominique du couvent du Saint-Nom de Jésus à Lyon, devenu église du Saint-Nom-de-Jésus en 1909 : vitraux (1875-1876)[17],
- église Saint-Joseph d'Annonay : ensemble des verrières,
- église Saint-Pargoire de Saint-Pargoire : verrières,
- église Saint-Marcellin de Monistrol-sur-Loire : vitraux réalisés entre 1864 et 1871,
- église Notre-Dame de Davézieux : vitraux représentant les membres de la famille de Laurent de Montgolfier.
- église Notre-Dame-du-Rosaire de Marseille, vitraux représentants des saints dominicains.

## En images

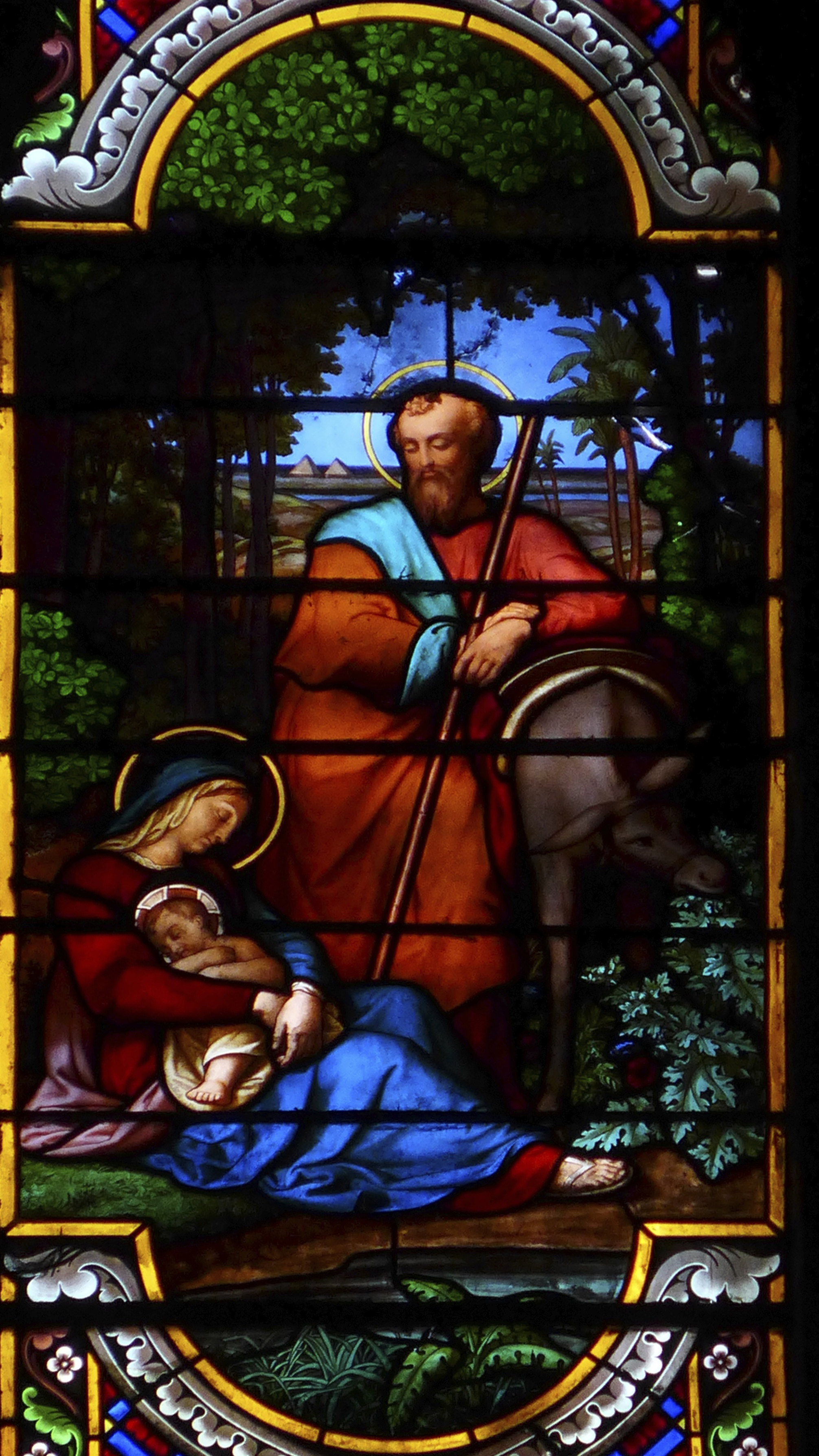
Église Sainte-Marie de Saint-Étienne :Repos de la Sainte Famille.
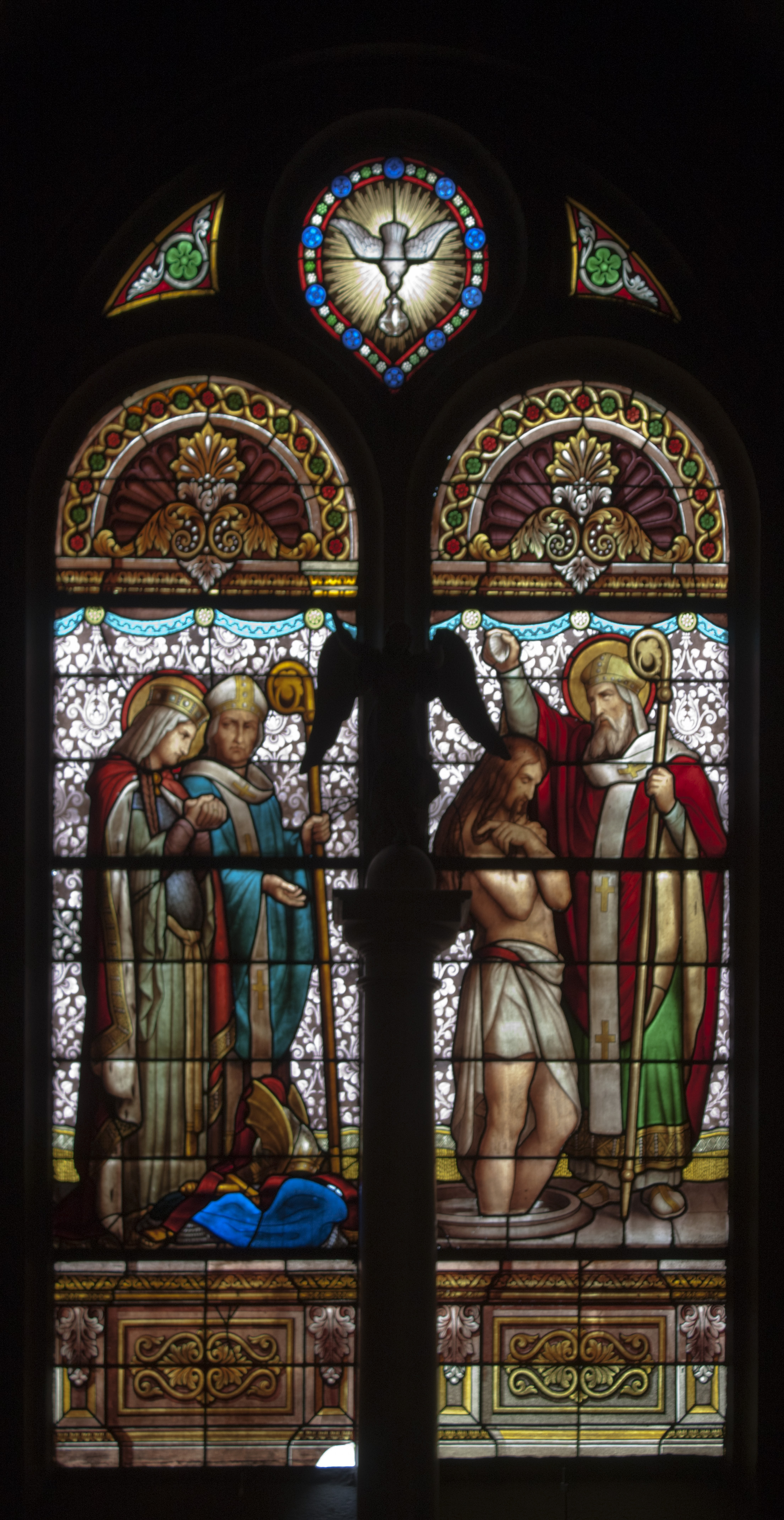
Église Notre-Dame de Saint-Étienne :Baptême de Clovis.